# 浩吉铁路
浩吉铁路，原称蒙西至华中地区铁路煤运通道或蒙华铁路，是中华人民共和国一条以煤炭运输为主的铁路。线路自内蒙古自治区鄂尔多斯市乌审旗浩勒报吉南站至江西省吉安市吉安站，全长1813.5公里，是世界上一次性建成并开通运营里程最长的重载铁路。浩吉铁路于2019年9月28日通车。

## 概况
浩吉铁路一次跨越长江、两次跨越黄河，由北向南先后穿越毛乌素沙漠、陕北黄土高原、吕梁山脉、中条山脉、秦岭山脉、江汉平原、洞庭湖平原和赣西丘陵等地域，地质条件十分复杂。

### 鄂尔多斯至三门峡段
2013年10月8日《新建铁路蒙西至华中地区铁路煤运通道工程第二次公示》
2015年11月，中条山隧道施工。

### 三门峡至荆门段
三门峡至荆门段线路全长约463km，列车速度目标值为120km/h
沿线设三门峡西（不含）、灵宝东、故县、卢氏、五里川、重阳西、西峡线路所、西峡东、内乡西、淅川、邓州西、邓湖、樊城西、欧庙、仙居乡、荆门北（不含）
2013年4月7日《新建蒙西至华中地区铁路煤运通道工程三门峡至荆门段环境影响评价公众参与第一次信息公告》
2013年10月8日《新建铁路蒙西至华中地区铁路煤运通道工程三门峡至荆门段环境影响评价第二次公示》

### 荆门至荆州段
荆门至荆州段线路全长约122km，新建双线电气化铁路，列车速度目标值为120km/h。沿线设荆门北、掇刀、沙洋、后港、荆州东。
2013年4月7日，新建蒙西至华中地区铁路煤运通道工程荆门至荆州段环境影响评价第一次公示。10月8日，环评第二次公示。

### 荆州至岳阳段
2010年6月18日，《新建铁路荆州至岳阳线环境影响报告书》批复
2012年3月7日，新建铁路荆州至岳阳线环境影响评价第一次公示。6月5日，环评第二次公示。2012年10月16日部分关键控制点开建
2013年12月27日，环境保护部批准
荆州至岳阳段北起荆州的江陵站，南至岳阳的冷水铺站，沿线设江陵站、公安站、藕池站、石首站、华容县站、松木桥站、联络线到岳阳北站、冷水铺站

### 岳阳至吉安段
岳阳至吉安段线路北起岳阳地区坪田站（不含），南至吉安京九铁路吉安站，全线长430.936km，全线近期设车站32座（不含坪田）、线路所2处，另预留车站4座。
沿线设坪田（不含）、横铺、西塘、杨林、步仙、岑川、余家坪、竹岭、平江、梅塘、大茅、社港、泮春、浏阳、三口、官渡、椒花、张坊、上洪、排埠、铜鼓、黄岗、车上、车上、宜丰、黄花、上高、南港、双林、观巢、仰天岗、新余西、良山、白港、安乐坪、谷村、太坪、洞源、天玉、吉安
2013年4月7日，新建蒙西至华中地区铁路煤运通道工程岳阳至吉安段环境影响评价第一次公示。
10月8日，环评第二次公示

## 历史

### 前期准备
2006年荆州至岳阳有规划建设铁路的计划。
这条铁路的荆州～岳阳～吉安段在2008年10月国家发展与改革委员会批准的《中长期铁路网规划（2008年调整）》提出，但是并未在文字中提及，只是以规划研究铁路类表示在图中。
2012年1月31日国家发展改革委批准了新建蒙西至华中地区铁路煤运通道工程项目建议书（简称“蒙华铁路”），全线被正式提出并获得批复项目立项。
2013年12月31日，环境保护部开始受理。
2014年6月16日，环境保护部批复《新建蒙西至华中地区铁路煤运通道工程环境影响报告书》。10月30日国家发展改革委批复《新建蒙西至华中地区铁路煤运通道可行性研究报告》。

### 开工建设
2014年12月20日蒙西至华中铁路煤运通道（江西段）项目建设动员会。
2015年8月7日，蒙华铁路七省均开工。
2019年7月2日，蒙华铁路完成全线铺轨。

### 建成通车
2019年9月28日，浩吉铁路开通运营，并发出了第一班运煤列车。

## 线路运营
2019年9月28日，浩吉铁路开通运营。

### 沿途车站
浩吉铁路沿途车站及线路所如下：
- 内蒙古：浩勒报吉南站、乌审召站、阿如柴达木站、布寨站、乌审旗南站、陶利庙南站、纳林河站
- 陕西省：海则滩站、靖边北站、靖边东站、建华站、延安东站、麻洞川站、宜川站、集义站、韩城北站
- 山西省：河津西站、万荣站、临猗站、运城西站、邱家坡线路所、平陆站
- 河南省：桥头线路所、陕州站、灵宝东站、洛宁西站、卢氏站、五里川站、重阳西站、西峡线路所、西峡东站、内乡西站、淅川东站、邓州西站（局界）、构林南站
- 湖北省：襄州北站、樊城西站、欧庙站、仙居乡站、荆门北站、掇刀站、沙洋站、后港站、荆州东站、江陵站、公安站、藕池站、石首站
- 湖南省：华容县站、松木桥站、君山站、海家屋线路所、坪田站、三荷站、西塘站、筻口站、杨林街站、步仙站、岑川站、余坪站、平江站、官塘站、大茅站、社港站、浏阳东站、官渡镇站、张坊站、上洪站、
- 江西省：铜鼓站、车上站、芳溪站、宜丰南站、上高站、南港站、分宜北站、观巢站、新余西站、新余南站、安山站、谷村站、洞源站、吉安站

### 联络线
浩吉铁路与其他线的联络线如下：
- 浩勒报吉南联络线：浩勒报吉南-浩勒报吉（仅办理东乌线过轨运输货物）
- 乌审旗南联络线：乌审旗南-乌审旗（仅办理新上线过轨运输货物）
- 陶利庙南联络线：陶利庙南-陶利庙（仅办理新上线过轨运输货物）
- 靖边东联络线：靖边东-杨桥畔（连接太中线）
- 邱家坡联络线：邱家坡线路所-沙窝线路所-店坡（连接同蒲线）
- 西峡东联络线：西峡东-屈原岗（连接宁西线）
- 西峡联络线：西峡线路所-西峡（连接宁西线）
- 襄州联络线：襄州北-郜营（连接焦柳线）
- 陶家岗联络线：陶家岗线路所-荆门北（连接焦柳线）[36]
- 海家屋联络线：海家屋线路所-岳阳北（连接京广线）
- 坪田联络线：岳阳北-坪田（连接京广线）
- 河下联络线：河下-新余西（连接沪昆线）
- 张家湾联络线：（连接陇海线）
- 闫玉联络线：闫家沟-玉皇庙线路所（连接包西线，又称包西联络线）[37]

### 事故
2020年9月25日23时14分，73644次货物列车运行至浩吉铁路韩城北站至集义站间集义隧道内，与从1号竖井横通道涌出、侵入线路的卵石土相撞，造成机车及机后1至18、40至45位车辆脱轨，列车停于隧道内K474+075处，中断浩吉铁路行车47小时16分。此事故未造成人员伤亡，造成直接经济损失3083.51万元。此事故被事故调查组定为铁路交通较大事故。
经事故调查组调查，73644次货物列车机车乘务员操纵正常，机车、车辆运行状态良好，通信、信号、供电设备运行正常。事故地段当日无施工作业。事故调查组发现，集义隧道1号竖井横通道设计纵向封堵厚度为11m，但实际施作的封堵墙最薄处仅为0.38m，最厚处约1m。施工单位回填1号竖井时用卵石土代替了设计要求的清洗过的碎砾石，用两根φ110mm排水钢管代替设计要求的四根φ200mm排水钢管。由此事故调查组认定，施工单位中铁一局集团有限公司主要责任，监理单位中铁二院（成都）咨询监理有限责任公司重要责任，设计单位中国铁路设计集团有限公司、建设单位浩吉铁路股份有限公司次要责任。

## 评论
浩吉铁路通车后，湖北省发改委铁路处撰文表示，以前需要一个多月才能运输到湖北的煤炭，现在最快一天之内即可抵达。作为国家“北煤南运”新的战略通道，浩吉铁路改变了过去中国煤炭资源由西向东，再经过海运江运才能到达华中地区的状况，通过纵贯南北的铁路，将煤炭直达华中腹地。
新华社评论，浩吉铁路“连接蒙陕甘宁能源“金三角”地区与鄂湘赣等华中地区，是国家“十二五”规划和《中长期铁路网规划》的重大项目，也是“北煤南运”国家战略运输通道、我国综合交通运输体系的重要组成部分。”
浩吉铁路干线投入运行后，为了打通煤炭产地和消费地最后一公里的运输通路，曾规划建设40个集运项目、46个疏运项目，包括路网联络线、专用线和煤炭集运站、铁水联运及储配基地。但是中国能源报调查发现，截至2020年9月，具备运营条件者分别仅为10个、7个，配套工程的严重滞后，极大制约了浩吉铁路的运力。